# Belize
Belize (/bəˈliːz/, phiên âm: Bê-lít'z), trước đây là Honduras thuộc Anh (British Honduras), là một quốc gia ở Trung Mỹ. Belize phía bắc giáp México, tây và nam giáp Guatemala, đông là Vịnh Honduras, một nhánh của biển Caribe. Belize là nước duy nhất ở Trung Mỹ dùng tiếng Anh làm ngôn ngữ chính thức.

## Địa lý và Khí hậu

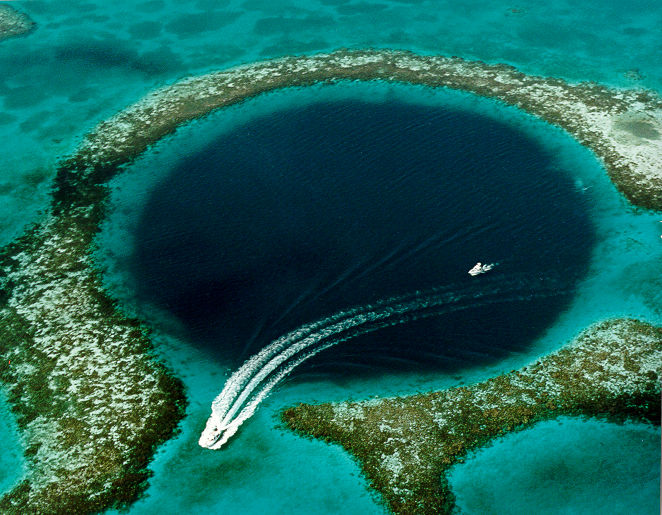
Great Blue Hole, gần Ambergris Caye.

## Hành chính

Bản đồ hành chính Belize